# درخشش ابدی یک ذهن پاک
درخشش ابدی یک ذهن پاک (انگلیسی: Eternal Sunshine of the Spotless Mind) فیلمی آمریکایی در ژانر علمی تخیلی عاشقانه است که در سال ۲۰۰۴ منتشر شد. فیلمنامهٔ آن را چارلی کافمن نوشته و به‌دست میشل گوندری کارگردانی شده‌است. در این فیلم جیم کری و کیت وینسلت نقش زوجی را ایفا می‌کنند که یک‌دیگر را از خاطراتشان پاک کرده‌اند. وینسلت برای این نقش سبک بازیگری‌اش را تغییر داد. کیرستن دانست، مارک رافلو، الایجا وود و تام ویلکینسون از دیگر بازیگران فیلم هستند. عنوان فیلم نقل قولی از شعر الویسا به آبلارد اثر الکساندر پوپ در سال ۱۷۱۷ است. این فیلم حاوی عناصر درام روان‌شناختی، علمی-تخیلی و روایت غیرخطی برای پرداختن به ماهیت حافظه و عشق رمانتیک است.
افتتاحیهٔ درخشش ابدی یک ذهن پاک در ۱۹ مارس ۲۰۰۴ در آمریکای شمالی برگزار شد و با استقبال همگانی منتقدان و تماشاگران روبرو شد. طرح داستانی، فیلم‌نامه، کارگردانی گوندری و نقش‌آفرینی‌ها، به ویژه کری و وینسلت مورد تحسین قرار گرفت. این فیلم برندهٔ جایزهٔ اسکار بهترین فیلم‌نامه غیراقتباسی شد و وینسلت نیز برای نقش‌آفرینی‌اش نامزد دریافت جایزهٔ اسکار بهترین بازیگر نقش اول زن شد. این فیلم در سال‌های پس از اکران به محبوبیت بیشتری دست یافت و از سوی بسیاری از منتقدان به عنوان یکی از بهترین فیلم‌های قرن بیست و یکم در نظر گرفته شده‌است. این فیلم از سوی انستیتوی فیلم آمریکا به‌عنوان یکی از بهترین فیلم‌های ۲۰۰۴ نامیده شد.

## داستان
جویی باریش که از جدا شدنش با کلمنتاین کروچینسکی رنج می‌برد، درمی‌یابد که او برای پاک کردن خاطرات مربوط به او، تحت فرایندی پزشکی توسط شرکتی به نام لاکونا قرار گرفته است. به‌دنبال این خبر، جویی تصمیم می‌گیرد تا خودش نیز همین کار را انجام دهد و خاطراتش را پاک کند. برای آماده شدن، نوار صوتی ضبط می‌کند و در آن لحظات و خاطرات مختلف رابطه پرچالش‌شان را مرور می‌کند.
در زمان انجام فرایند پاک‌سازی، تیم پزشکی لاکونا روی مغز جویی کار می‌کنند تا او پس از بیداری، هیچ یادآوری از کلمنتاین و فرایند درمان نداشته باشد. هم‌زمان، پاتریک، یکی از کارکنان، به سراغ کلمنتاین می‌رود و با استفاده از خاطرات پاک شده او، سعی در جلب توجهش دارد. در همین حال، دو کارمند دیگر به نام‌های استن و مری، در محل کار، مشغول تفریح و مصرف مواد مخدر می‌شوند.
در خلال فرایند، جویی خاطراتش را به ترتیب زمانی معکوس مرور می‌کند؛ از آخرین مشاجره‌ها تا لحظات شیرین و دوست‌داشتنی. در این مسیر، او متوجه می‌شود که نمی‌خواهد این خاطرات از بین بروند و ذهنش به او کمک می‌کند تا کلمنتاین را در بخش‌هایی از خاطراتی که مربوط به او نیست، مخفی کند تا از پاک شدن کامل نجات یابد. این اقدام باعث توقف موقت فرایند می‌شود، اما مدیر لاکونا، هوارد، که توسط استن خبر می‌شود، وارد ماجرا شده و فرایند را دوباره از سر می‌گیرد. جویی در نهایت به اولین دیدارش با کلمنتاین در ساحل مونتوک می‌رسد؛ جایی که خاطره به آرامی ناپدید می‌شود و کلمنتاین از او می‌خواهد که در همان‌جا او را ملاقات کند.
در بخش دیگر داستان، مری که در محل کار به دنبال جلب توجه هوارد است، اشعاری از یک شعر عاشقانه می‌خواند و با هوارد رابطه‌ای برقرار می‌کند. اما این ماجرا وقتی لو می‌رود که همسر هوارد آن‌ها را می‌بیند و مری متوجه می‌شود که او پیش‌تر خاطرات مربوط به رابطه‌شان را پاک کرده است. از این اتفاق ناراحت، مری پرونده‌های محرمانه لاکونا را برداشته و برای تمام کسانی که تحت درمان بودند، از جمله جویی و کلمنتاین، ارسال می‌کند.
وقتی جویی روز ولنتاین بیدار می‌شود، هیچ خاطره‌ای از کلمنتاین ندارد. به طور غریزی و بی‌خبر، راهی مونتوک می‌شود و در مسیر بازگشت، بار دیگر کلمنتاین را ملاقات می‌کند. آن‌ها جذب یکدیگر شده و دوباره رابطه‌شان را آغاز می‌کنند. سپس هر دو نوارهای خاطرات‌شان را گوش می‌دهند و از تلخی و سختی‌هایی که قبلاً تجربه کرده‌اند شوکه می‌شوند. با این حال، تصمیم می‌گیرند که به جای جدا شدن، بار دیگر تلاش کنند و رابطه‌شان را زنده نگه دارند.

## بازیگران
- جیم کری (بالا) در سال ۲۰۰۸ و کیت وینسلت (پایین) در سال 2007جیم کری در نقش جوئل باریش: درون‌گرای کتابخوانی که با کلمنتاین کروزینسکی دو ساله وارد رابطه می‌شود. کلمنتاین پس از پایان رابطه‌شان جوئل را از حافظه‌اش پاک می‌کند و جوئل نیز در پاسخ، او را از حافظهٔ خود می‌زداید. چارلی کافمن جوئل را با برخی از صفات شخصی زندگی خود توصیف کرد.[۶] تهیه‌کنندگان جیم کری را برای ایفای نقش جوئل، خلاف تیپ بازیگری‌اش، با ظاهر معمولی و استعداد کمدی‌اش برگزیده بودند.[۶] بر طبق گفتهٔ گوندری علتش این بوده که: «بامزه بودن دشوار است. بسیار راحت‌تر است که آدم بسیار خنده‌داری را بردارید و [شخصیتش را] زیر و رو کنید تا اینکه عکس این کار را انجام دهید.»[۷] گوندری برای اینکه جیم کری را که اغلب نقش‌های پرانرژی بازی می‌کرد به بازی شخصیتی محدود وادارد، او را از بداهه‌گویی که برای دیگر بازیگران منعی نداشت، منع کرده بود (جیم کری مخالفت کرد).[۸] گوندری همچنین کری را با دادن دستورهای گمراه‌کننده یا چرخاندن دوربین در زمان غلط از تعادل خارج کرد. او چنین فکر می‌کرد که این‌ها سبب می‌شود کری چگونه باید جوئل باشد را فراموش کند و در نقش فرورود.[۶] جیم کری در مستند جیم و اندی محصول سال ۲۰۱۷ نتفلیکس، گفت‌وگویی را با گوندری خاطر نشان می‌کند کمی پس از جدایی جیم کری با زنی نامشخص؛ یک سال پیش از فیلم‌برداری درخشش ابدی یک ذهن پاک،[۹] گوندری حالات عاطفی کری را «بسیار زیبا و بسیار شکسته» توصیف می‌کند چنان‌که از او خواست یک سال چنان بماند تا با شخصیت تطابق پیدا کند. کری در همان مستند ابراز می‌دارد: «کثافت‌کاری این حرفه این چنین است».[۱۰][۱۱] انتخاب اصلی گوندری برای بازی نقش جوئل، نیکلاس کیج بود.[۸] اما او پس از بازیگری در فیلم ترک لاس وگاس، به دلیل تقاضای بالایش از سوی کارگردانان مستقل، در دسترس نبود.[۷]
- کیت وینسلت در نقش کلمنتاین کروزینسکی: برون‌گرایی خودجوش که پس از به هم زدن با جوئل باریش بعد دو سال رابطه، او را از حافظه اش می‌زداید. تهیه‌کنندگان وینسلت را خلاف تیپ بازیگری‌اش برای نقش کلمنتاین انتخاب کردند، چنانچه او پیش از این بسیار در فیلم‌های تاریخی ایفای نقش کرده بود.[۱۲] او این نقش را پس از آن گرفت که تنها بازیگری بود که به جای تک و تعریف، از فیلم‌نامه انتقاد کرد.[۷] پس از اینکه بازیگر دیگری اسکار برد، استودیو کوشید تا گوندری آن بازیگر را به جای وینسلت برای نقش کلمنتاین به کار بگیرد، اما گوندری تهدید کرد در صورت وقوع این، از پروژه کنار می‌رود.[۷] گوندری در طول فیلم‌برداری، برای تمرین دادن، وینسلت را به اتاقی جداگانه می‌برد.[۷] وینسلت به جای رنگ کردن موهایش از کلاه‌گیس استفاده می‌کرد.[۱۲] برخی مفسران خاطر نشان ساختند که چقدر شخصیت کلمنتاین به عنوانی که ناتان رابین به آن دسته از شخصیت‌های فیلم‌ها که همچون دیگر دختران نبوده‌اند داده بود، می‌خورد، چندین سال پیش از آن که او چنان اصطلاحی را بسازد.[۱۳] اغلب مفسران برای اثبات این مدعا یک مثال مشخص را مورد بحث قرار می‌دهند، مربوط به آنجا که کلمنتاین ناقص بودنش را به جوئل هشدار می‌دهد: «خیلی از مردها فکر می‌کنند که من همونیم که می‌خوان، یا من کاملشون می‌کنم، یا من قراره سرزنده‌شون کنم. ولی من فقط یه دختر درب و داغونم که دنبال آرامش خاطر خودم می‌گردم. من رو مال خودت حساب نکن.»[۱۴][۱۵] کلمنتاین به نظر می‌رسد با رفتار تکانشی‌اش، شدت هیجانی (تغییرات شدید خلق و خو)، وابستگی به الکل، روابط آشفته، رفتار بی‌ملاحظه، آرمان‌گرایی شتاب زده یا کوچک‌شماری جوئل، خصیصه‌های اختلال شخصیت مرزی را می‌نماید، با این حال مشخص نیست که آیا کافمن شخصیت کلمنتاین را با این تشخیص به خصوص نوشته‌است یا خیر.[۱۶] گوندری پیش‌تر به انتخاب بیورک برای نقش کلمنتاین فکر کرده بود. بیورک می‌ترسید که از لحاظ عاطفی متأثر شود و پس از خواندن فیلم‌نامه پیشنهاد را رد کرد.[۱۷]
- کیرستن دانست در نقش مری اسویوو: منشی لاکونا که در همان زمانی که با استن فینک قرار می‌گذارد، خاطرخواه هاوارد میرزویاک است. همسر هاوارد مچ او و هاوارد را هنگام زدودن حافظهٔ جوئل در حال بوسیدن هم می‌گیرد. همسر هاوارد فاش می‌کند مری قبلاً با هاوارد رابطه داشته‌است و اینکه هاوارد خودش را از حافظهٔ او پاک کرده‌است. مری در واکنش به این خبر، استعفا داده و به مشتریان سوابق پرونده شرکت لاکونا را ارسال می‌کند. در فیلم‌نامه، رابطهٔ مری و هاوارد منجر به بارداری ناخواسته شده که به فشار هاوارد برای سقط منتهی می‌شود که هاوارد این هم از حافظهٔ او پاک کرد.[۱۸]
- مارک روفالو در نقش استن فینک: تکنیسین لاکونا که با مری اسویوو رابطه دارد تا اینکه رابطهٔ پیشین مری با هاوارد میرزویاک فاش می‌شود. روفالو نقش را از گوندری «به شکل غیرمنتظره‌ای» زمانی که وی پیشنهاد کرد استن از طرفداران گروه موسیقی کلش و شبیه جو استرامر باشد، گرفت.[۷]
- الایجا وود در نقش پاتریک ورتز: تکنیسین لاکونا که با تقلید جوئل، با کلمنتاین وارد رابطه می‌شود. او هنگامی که جوئل و کلمنتاین برای بار دوم با هم می‌شوند از او جدا می‌شود. ست روگن برای این نقش آزمون داد.[۱۹]
- تام ویلکینسون در نقش دکتر هاوارد میرزویاک: مدیر لاکونا، در وقایع پیش از فیلم با مری رابطه داشته که با پاک کردن این رابطه از ذهن مری پایان می‌یابد. ویلکینسون به قرار مسموع از فیلمبرداری فیلم خوشش نیامد و با گوندری درگیری داشته‌است.[۷][۲۰]
- جین آدامز در نقش کری ایکین: دوست جوئل باریش. او در رابطه‌ای مشکل با راب ایکین است.
- دیوید کراس در نقش راب ایکین: دوست جوئل باریش. درگیر رابطه‌ای مشکل با کری ایکین.
- دیردری اوکانل در نقش هالیس میرزویاک: همسر هاوارد میرزویاک
- توماس جی رایان در نقش فرانک: همسایهٔ جوئل باریش
- دبون آیر در نقش مادر جوئل باریش
- الن پومپئو در نقش نائومی: دوست دختر جوئل باریش (صحنهٔ حذف شده)

## ساخت
طرح فیلم درخشش ابدی یک ذهن پاک در سال ۱۹۹۸ از گفت‌وگویی میان کارگردان فیلم میشل گوندری و نویسندهٔ همکار فیلم پی‌یر بیسموت حاصل شد. این دو در اوایل دههٔ ۱۹۸۰ هنگامی که گوندری درامر گروه موسیقی پاپ فرانسوی وی وی بود، با هم آشنا و دوست شده بودند. بیسموت در پاسخ شکایت یکی از دوستانش از دوست‌پسرش فکر پاک کردن افراد خاصی از ذهن مردم را در ذهن داشت. او هنگامی که از آن دختر پرسید آیا حاضر است دوست‌پسرش را از حافظه‌اش پاک کند، پاسخ مثبت دریافت کرد. بیسموت در اصل می‌خواست آزمایشی ترتیب بدهد بدین صورت که کارت‌هایی به افرادی ارسال شود که بگوید شخصی که آن‌ها می‌شناسند، گیرندهٔ کارت را از حافظه‌اش پاک کرده‌است. او این موضوع را به گوندری گفت و آن‌ها داستانی را بر پایهٔ وضعیت‌های ممکن به لحاظ علمی بسط دادند. بیسموت هیچگاه آزمایشش را عملی نکرد.

## نقش‌ها
رنگ موهای مختلف کیت وینسلت رنگ نشده بود؛ او در طول فیلمبرداری از کلاه گیس استفاده می‌کرد؛ و از آنجایی که فیلم به صورت متوالی فیلمبرداری نشده‌است، گاهی اوقات کیت مجبور می‌شد در یک روز از فیلمبرداری از رنگ‌های مختلفی برای موهای خود استفاده کند؛ بنابراین رنگ آمیزی هرروزه موها عملی نبود و رنگ مورد علاقه او برای موهایش، قرمز بود. همچنین در فیلم با استفاده از رنگ موی کلمنتاین، می‌توانیم ببینیم که او در چه مرحله از زندگی خود قرار دارد؛ بنابراین رنگ سبز برای اولین ملاقات، رنگ قرمز برای صحنه‌های فانتزی، رنگ نارنجی برای رابطه کامل و رنگ آبی برای آشنایی مجدد پس از پاکسازی حافظه به کار گرفته شده‌است.

## فیلمبرداری
همه تصویربرداری‌های داخل قطار در یک قطار متحرک واقعی فیلمبرداری شد. همچنین در طول صحنه فیلمبرداری در قطار، کیت وینسلت، با مشت به جیم کری ضربه می‌زند، که این یک حرکت غیرارادی از طرف کیت بود که نه زمان‌بندی شده بود و نه برنامه‌ریزی؛ و جیم کری از این حرکت بسیار تعجب کرد.

## بازخورد
این فیلم در لیست «فیلم‌های عالی» راجر ابرت گنجانده شده‌است. همچنین درخشش ابدی یک ذهن پاک، در رأی‌گیری سال ۲۰۰۴ توسط مجله امپایر به عنوان بهترین فیلم سال انتخاب شد.

## اطلاعات فیلم
ساختار این فیلم، از ترکیبی از زمینه علمی-تخیلی، روایت غیر خطی و نئو سوررئالیسم بهره می‌گیرد تا بتواند طبیعت و ماهیت حافظه و عشق رمانتیک را کشف نماید.
اولین نمایش این فیلم در آمریکای شمالی در تاریخ ۱۹ مارس سال ۲۰۰۴ میلادی بود و توانست در سراسر دنیا، بیش از ۷۰ میلیون دلار فروش داشته باشد. کافمن (نویسنده فیلمنامه) و گوندری (کارگردان) به همراه پیر بیسموث که یک هنرمند اجرایی (هنر اجرا) فرانسوی می‌باشد، بر روی داستان فیلم کار کردند.
نام این فیلم، از شعری با عنوان Eloisa to Abelard اثر الکساندر پوپ گرفته شده‌است.

## دستاوردهای فیلم
این فیلم، هم از دیدگاه منتقدان و هم در گیشه، موفق بود. از یکسو توانست جایزه آکادمی هنرهای سینمایی آمریکا (اسکار) را به خاطر بهترین فیلمنامه اصلی (غیراقتباسی) دریافت کند و همچنین از سوی منتقدان به عنوان یکی از بهترین فیلمهای سال ۲۰۰۴ میلادی برگزیده شد. به عقیدهٔ بسیاری این فیلم تفکرانگیزترین (thought-provoking) عنوان را دارد.
این فیلم از سوی بسیاری از جشنواره‌ها، مراسم فرهنگی، انجمنها و موسسات مورد تحسین قرار گرفته‌است و جوایز زیادی نیز کسب نموده‌است که از جمله می‌توان به موارد زیر اشاره نمود:
- دریافت جایزه اسکار بهترین فیلمنامه اصلی/غیراقتباسی در سال ۲۰۰۵ میلادی
- نامزد دریافت اسکار بهترین بازیگر زن برای کیت وینسلت در سال ۲۰۰۵ میلادی
- دریافت جایزه آکادمی فیلم بریتانیا به خاطر بهترین تدوین
- دریافت جایزه آکادمی فیلم بریتانیا به خاطر بهترین فیلمنامه اصلی/غیراقتباسی (چارلی کافمن)
- نامزد دریافت جایزه گلدن گلوب بهترین فیلم کمدی/موزیکال
- نامزد دریافت جایزه گلدن گلوب بهترین بازیگر مرد فیلم کمدی/موزیکال (جیم کری)
- نامزد دریافت جایزه گلدن گلوب بهترین بازیگر زن فیلم کمدی/موزیکال (کیت وینسلت)
- نامزد دریافت جایزه گلدن گلوب بهترین فیلمنامه (چارلی کافمن)

این فیلم در فهرست فیلمهای برتر سایت IMDB در رده نود و ششم قرار دارد.

## عنوان فیلم
نام فیلم از شعر الویسا به آبلارد از الکساندر پوپ است:
یک راهبه معصوم چقدر خوش‌حال است!
جهان توسط جهان فراموش شده، فراموش می‌شود.
درخشش ابدی یک ذهن پاک!
هر راهب پذیرفته می‌شود و هر آرزویی برآورده!
همچنین عنوان ایتالیایی فیلم "Se mi lasci ti cancello" است که ترجمه آن "اگر مرا رها کنی، من شما را پاک خواهم کرد" می‌باشد؛ و نیز عنوان اسپانیایی این فیلم "¡Olvídate de mí!" بود که ترجمه آن "مرا فراموش کنید!" می‌باشد.